# フサイン・イブン・ヌマイル
アル＝フサイン・イブン・ヌマイル・アッ＝サクーニー（アラビア語: الحصين بن نمير السكوني, ラテン文字転写: 'Al-Ḥuṣayn ibn Numayr al-Sakūnī, 686年8月5日または6日没）は、キンダ族に属するサクン族出身の初期のウマイヤ朝を代表する将軍の一人である。

## 経歴
フサイン・イブン・ヌマイルと同じ名前を持った人物がリッダ戦争中の632年のハドラマウトにおける和平工作の責任者として記録されているが、ほとんどの学者はウマイヤ朝の将軍とは別の人物と見なしている。フサインは657年のスィッフィーンの戦いで確実な記録として現れ、この戦いでムアーウィヤ（ウマイヤ家）側に立って戦った。また、フサインは678年と681年もしくは682年にビザンツ帝国（東ローマ帝国）領の小アジア（アナトリア）に向けて行われた夏季の侵攻の指揮官として言及されている。
ヤズィード1世（在位：680年 - 683年）の治世下でフサインはジュンド・ヒムス（ホムスの軍管区）の総督となり、683年には総督の立場でマディーナとメッカで起こった反乱に対して派遣されたムスリム・イブン・ウクバが指揮する遠征軍に参加した。遠征中にムスリム・イブン・ウクバが死去した後、フサインはこの軍事行動の指揮を引き継ぎ、アブドゥッラー・イブン・アッ＝ズバイルが本拠地とするメッカを包囲した。カアバ神殿はこの包囲中に一度焼失している。フサインはヤズィード1世の死の知らせが届くまで2か月にわたって包囲を続けた。その後、シリアへ来ることを条件にイブン・アッ＝ズバイルをカリフとして認めると申し出たが、イブン・アッ＝ズバイルはこの提案を拒否したため、フサインは軍を引き上げた。
フサインはシリアに戻るとカリフの後継者としてヤズィード1世の幼い息子のハーリドに代わって経験豊富であったものの年配者であったマルワーン・イブン・アル＝ハカムの擁立を確実なものにする上で重要な役割を果たした。その後、ウマイヤ朝の高位の将軍であるウバイドゥッラー・イブン・ズィヤードがフサインをジャズィーラに派遣し、685年1月6日に発生したアイン・アル＝ワルダの戦いでシーア派の一派であるタッワーブーンの軍隊を破った。また、フサインはウバイドゥッラー・イブン・ズィヤードの下で試みられたイラクの再征服に向けた軍事行動に参加したが、686年8月5日または6日に起こったハーズィルの戦いで敗れ、ウバイドゥッラーとともに戦死した。
フサインの息子のヤズィード・イブン・フサインも第二次内乱期にウマイヤ朝のために戦い、ウマル2世（在位：717年 - 720年）の下でホムスの総督を務めた。また、孫のムアーウィヤも同様にヤズィード3世（在位：743年 - 744年）の下でホムスの総督を務めたが、第三次内乱では後にウマイヤ朝の最後のカリフとなるマルワーン2世（在位：744年 - 750年）の側に寝返った。